# شعار سلوفاكيا
شعار سلوفاكيا (بالسلوفاكية: Štátny znak Slovenska)‏ هو شعار سلوفاكيا الحالي ظهر لأول مرة في 13 يونيو من عام 1919 ولكنه أعتمد كشعار ورمز رسمي لسلوفاكيا في 1 مارس من عام 1990، ويتكون الشعار من درع ذو لون أحمر على الطراز القوطي يرمز للسلوفاكيون ويتوسط الشعار صليب بطريركي ذات لون أبيض يرمز للديانة المسيحية وهي الديانة الأكثر إنتشارا في سلوفاكيا ويوجد ثلاث جبال زرقاء في أسفل الشعار يرمزن للجبال الأعلى في سلوفاكيا.